# Зердевас, Эммануил
Эммануил Зердевас (греч. Μάνος Ζερδεβάς; род. 12 августа 1997) — греческий ватерполист, вратарь сборной Греции. Серебряный призёр летних Олимпийских игр 2020 года, двукратный призёр чемпионатов мира 2022 и 2023 годов, серебряный призёр Средиземноморских игр 2018 года. Участник двух Олимпийских игр (2020 и 2024 годов).

## Карьера
На клубном уровне Эммануил Зердевас играл за «Олимпиакос СФП» и становился чемпионов греческой серии, начиная с 2019 по 2024 годы.
В 2018 году Влахопулос в составе сборной Греции по водному поло стал серебряным призёром Средиземноморских игр, которые состоялись в испанской Таррагоне.
В 2021 году принимал участие в летних Олимпийских играх в Токио, где греки неожиданно дошли до финала, уступив в решающем матче сербам и завоевали серебряные медали. В составе греческой сборной играл Эммануил.
В 2022 году на чемпионате мира в Будапеште сборная Греции уступила итальянцам в полуфинале. Матч за третье место греки выиграли у Хорватии со счетом 9:7, а Зердевас стал призёром чемпионатов мира. В следующем году на Чемпионате мира в Фукуоке греки обыграли Черногорию со счетом 10:9 в четвертьфинале и сербов со счетом 13:7 в полуфинале. В финальном матче против Венгрии потребовалась серия пенальти, которую венгры выиграли. На этом турнире Зердевас в команде Греции был основным вратарём.
На Олимпийских играх 2024 года в Париже Зердевас и сборная Греции уступили сербам со счетом 11-12 в четвертьфинале. По итогам всего турнира греки заняли пятое место.